# هاينكل هي 60
هاينكل هي 60 (بالإنجليزية: Heinkel He 60)‏ هي طائرة استطلاع من صناعة هاينكل. كانت تستخدم بشكل أساسي من قبل سلاح الجو الألماني. كان أول طيران لها في 1933. انتهت خدمتها في 1943.